# Winlock (cràter)
Winlock és un cràter d'impacte que es troba a la cara oculta de la Lluna, situat a l'oest de la gran plana emmurallada del cràter Lorentz. Des de la Terra, aquest cràter es troba darrere del terminador nord-oest i just més enllà de la banda oculta que en ocasions es posa a la vista a causa de la libració.

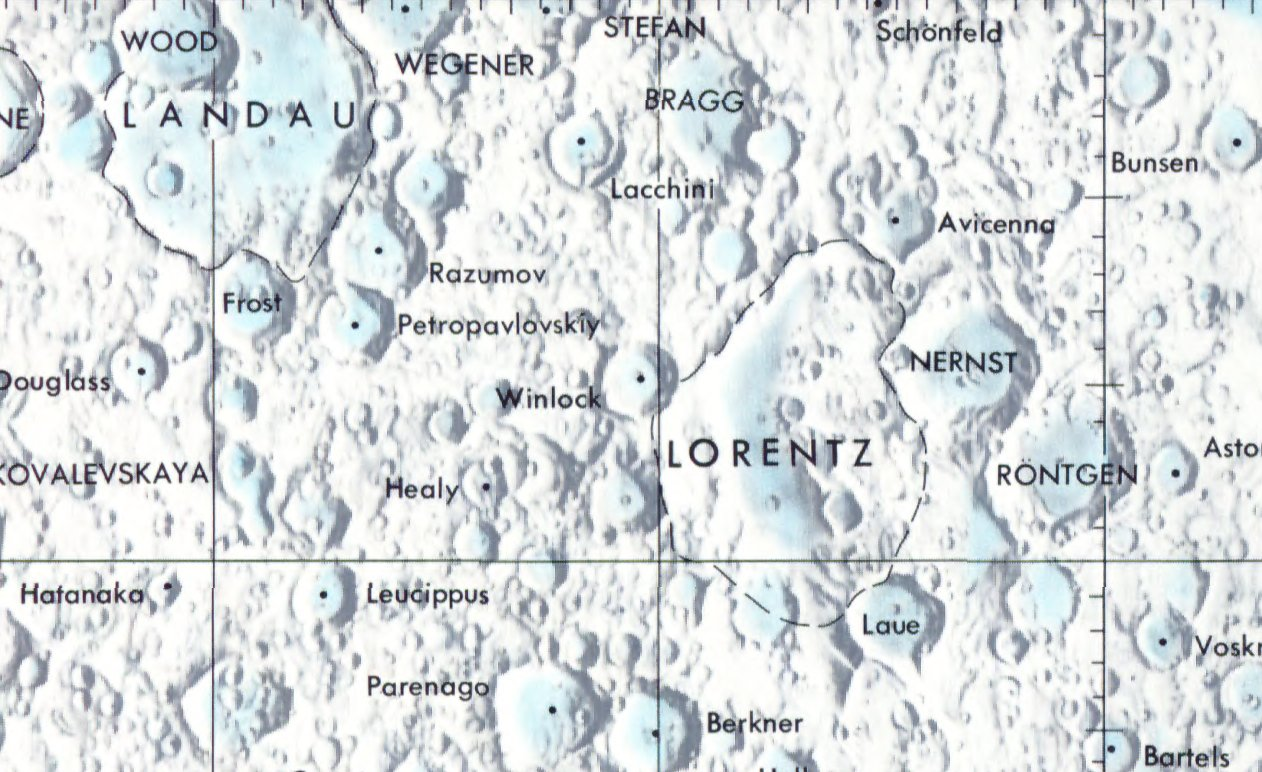
Localització de Winlock (centre de la imatge)
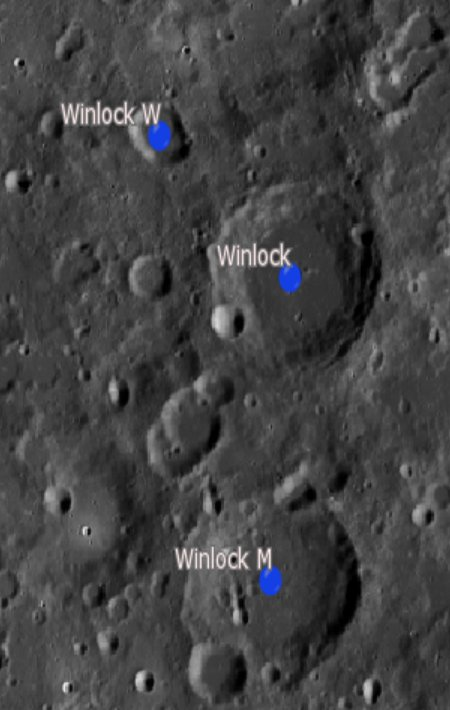
Cràters satèl·lits
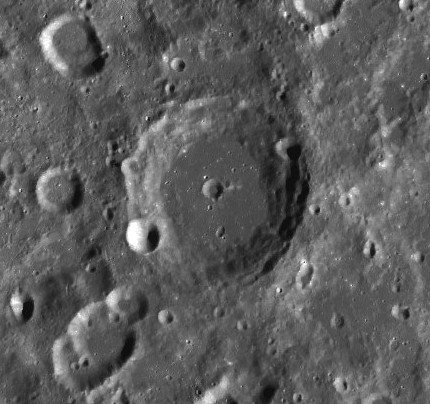
Fotografia de la missió Lunar Reconnaissance Orbiter

És un cràter ben format, tot i que ha patit certa erosió. Presenta un petit cràter a la vora cap al sud-oest i un cràter més petit en la vora nord-est. El seu contorn és, d'altra banda, relativament circular, amb algun lleu lliscament en la vora interior. El sòl interior generalment apareix anivellat, i el punt on generalment es localitza un pic central està ocupat per un petit cràter.

## Cràters satèl·lits
Per convenció aquests elements són identificats en els mapes lunars posant la lletra en el costat del punt central del cràter que està més proper a Winlock.
| Winlock | Coordenades                            | Diàmetre |
| ------- | -------------------------------------- | -------- |
| M       | 32° 18′ N, 106° 00′ O / 32.3°N,106.0°O | 68 km    |
| W       | 37° 12′ N, 107° 24′ O / 37.2°N,107.4°O | 21 km    |